# Michael Wilk

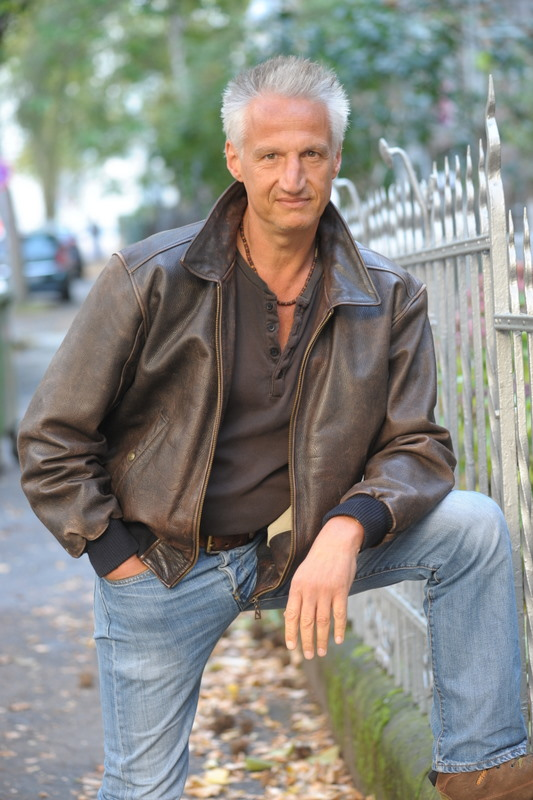
Michael Wilk (2011)

Michael Wilk (* 1956 in Wiesbaden) ist ein deutscher Arzt, anarchistischer Autor und Umweltaktivist.

## Leben
Nach Lehre und Ausbildung zum Schmied studierte Wilk Medizin und promovierte. Er arbeitet als Allgemein- und Notfallmediziner sowie Schmerz- und Psychotherapeut. Seit 1976 wirkt er im Anarchistischen Forum Wiesbaden und dem Arbeitskreis Umwelt Wiesbaden (AKU) mit. Er ist Aktivist in sozialen und ökologischen Bewegungen wie der Anti-Atomkraft-Bewegung, dem Bündnis der Bürgerinitiativen gegen den Flughafenausbau (Startbahn West) und Beteiligter an den Libertären Tagen 1987 und 1993 in Frankfurt. In seinen theoretischen Auseinandersetzungen widmet er sich unter anderem den Themen Macht und Herrschaft sowie Staatskritik. Seiner kritischen Bewertung von Herrschaftskonzepten, unter anderem Mediations- und Dialogverfahren, stellt er Ansätze emanzipativer Strategien gegenüber. Wilk ist Zeitzeuge der Ereignisse im Zusammenhang mit dem Tod von Günter Sare 1985.
Er arbeitete am Trotzdem Verlag und an der Zeitschrift Schwarzer Faden mit und veröffentlichte Beiträge, Reden und Interviews unter anderem in anti atom aktuell, Frankfurter Rundschau, Graswurzelrevolution, junge Welt, Jungle World und heute.de.
International unterstützt Wilk als Notarzt in Krisengebieten humanitäre Projekte, so 1989 Flüchtlingsrücksiedlungen in Morazán, El Salvador und seit 2014 in Rojava im Norden von Syrien. Hier arbeitet er eng mit dem Kurdischen Roten Halbmond (Heyva sor a kurd) zusammen, bildet notfallmedizinisch aus und ist an zahlreichen Einsätzen beteiligt, u. a. in Manbidsch, Rakka, sowie der Versorgung von Geflohenen in Afrin und in Bezug auf die Türkische Militäroffensive in Nordsyrien 2019. In zahlreichen Berichten und Interviews kritisiert er die Verletzung von Menschenrechten und die humanitäre Situation der betroffenen Menschen Rojavas. Wilk wurde Ende 2021 zum Ehrenmitglied des Kurdischen Roten Halbmonds ernannt.
Im April 2025 begleitete ein Filmteam des ARD Wilk nach Nordostsyrien, die Reportage von Matthias Ebert mit dem Titel "Erdogans Kampf gegen die Kurden" dokumentiert die prekären Lebensbedingungen, sowie die Folgen türkischer Luftangriffe auf Menschen und zivile Infrastruktur.
2004 wirkte Wilk in dem Film The White Diamond von Werner Herzog mit.

## Schriften
- Michael Wilk, Wolfgang Haug: Der Malstrom. Aspekte anarchistischer Staatskritik. Trotzdem Verlag, Grafenau 1995, ISBN 3-922209-82-3.
- Macht, Herrschaft, Emanzipation. Aspekte anarchistischer Staatskritik. Trotzdem Verlag, Grafenau 1999, ISBN 3-931786-16-1 (michael-wilk.info [PDF; abgerufen am 28. Juli 2023]).
- Technik des sozialen Friedens. Beteiligung als Akzeptanzmanagement. In: Kritik der Politik. Agnoli zum 75. Geburtstag. ça ira Verlag, Freiburg 2000, ISBN 3-924627-66-5.
- Das Ziel sollte sein, Protest in Diskussion zu verwandeln… Wie das Mediationsverfahren gescheitert ist. In: Turbulenzen. Widerstand gegen den Ausbau des Rhein-Main-Flughafens. Trotzdem Verlag, Grafenau 2002, ISBN 3-931786-21-8.
- Gestern-Heute-Morgen Widerstand gegen den Ausbau des Rhein-Main-Flughafens. In: Turbulenzen. Widerstand gegen den Ausbau des Rhein-Main-Flughafens. Trotzdem Verlag, Grafenau 2002, ISBN 3-931786-21-8.
- Von Maschinisten und Monsterbändigern. In: Rolf Engelke, Thomas Klein, Michael Wilk (Hrsg.): Soziale Bewegungen im globalisierten Kapitalismus. Bedingungen für emanzipative Politik zwischen Konfrontation und Anpassung. Trotzdem Verlag, Frankfurt 2005, ISBN 3-931786-22-6.
- Warum Paul Lafargues „Recht auf Faulheit“? In: Michael Wilk (Hrsg.): Das Recht auf Faulheit. Trotzdem Verlag, Frankfurt 2010, ISBN 978-3-931786-47-2 (Vorwort).
- Kommunismus? Emanzipation! Was sonst? In: Selbsthilfegruppe Ei des Kommunismus [SEK] (Hrsg.): Was tun mit Kommunismus?! Kapitalismus, „Real existierender Sozialismus“, Konkrete Utopien heute. 1. Auflage. Unrast Verlag, Münster 2013, ISBN 978-3-89771-526-4.
- Einbeziehung als Herrschaftsinstrument und die Mediation am Frankfurter Flughafen, Parteien als Reintegrationsinstrument – eine Bewegung zwischen Widerstand und Anpassung … In: Michael Wilk, Bernd Sahler (Hrsg.): Strategische Einbindung. Von Mediationen, Schlichtungen, runden Tischen… und wie Protestbewegungen manipuliert werden. Edition AV, Lich 2014, ISBN 978-3-86841-094-5.
- Verweigern als legitimes und notwendiges Mittel. In: Monika C. M. Müller (Hrsg.): Endlagersuche. Endlager-Kommission und Öffentlichkeit(en): Fragen nach Zusammenarbeit und Fortschritten im Prozess zur Halbzeit der Kommission, Loccumer Protokoll Band 60/14. Evangelische Akademie Loccum, Rehburg-Loccum 2016, ISBN 978-3-8172-6014-0.
- Akzeptanz statt Protest. In: Daniel Häfner (Hrsg.): Materialien 16. Konzern.Macht.Protest. Über künstliche Bürgerinitiativen. Rosa-Luxemburg-Stiftung, 2016, ISSN 2199-7713 (rosalux.de [PDF]).
- Wolfgang Haug, Michael Wilk: Herrschaftsfrei statt populistisch. Aspekte anarchistischer Gesellschaftskritik. 1. Auflage. Edition EV, Lich 2018, ISBN 978-3-86841-207-9 (Informationen beim Verlag [abgerufen am 3. September 2018]).
- Rojava – die türkische Invasion in Afrin. In: Ismail Küpeli (Hrsg.): Kampf um Rojava, Kampf um die Türkei. edition assemblage, Münster 2019, ISBN 978-3-96042-051-4 (edition-assemblage.de).
- Erfahrung Rojava. Hoffnung auf Freiheit trotz Terror und Krieg – Notfallmedizin unter besonderen Bedingungen. In: Michael Wilk (Hrsg.): „Erfahrung Rojava“ – Berichte aus der Solidaritätsarbeit in Nord-Ostsyrien. Edition AV, Lich 2022, ISBN 978-3-86841-283-3 (edition-av.de).